# Grammaire du maltais
La grammaire du maltais est une branche de la linguistique contemporaine qui étudie pour la langue maltaise la morphologie, formation des mots,  l'orthographe, l'écriture des mots et la syntaxe, composition des mots en phrases.